# گروه کردیت سیف
گروه کردیت سیف (انگلیسی: Creditsafe Group) شرکت خدمات مالی ایرلندی است، که در سال ۱۹۹۷ تأسیس شد.